# Жаботикаба (рослина)
Жаботикаба (Plinia cauliflora, порт. jabuticaba, також відоме як укр. джаботикаба або порт. jaboticaba (укр. жабутікаба), або порт. jabuticabeira, а також англ. Brazilian Grape Tree (укр. бразильське виноградне дерево), Jabotica, Guaperu, Guapuru, Hivapuru, Sabará і Ybapuru) — рослина родини миртових, вид роду Plinia, культивується в тропічних широтах як плодова культура.

## Опис

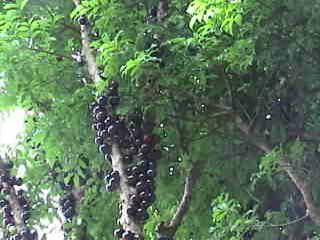
Явище кауліфлорії у жаботикаби

Жаботикаба — вічнозелене дерево, що повільно росте, висотою від 5 до 12 метрів з овально-ланцетоподібним глянцевим шкірястим листям 2,5-10 см завдовжки і 1,25-2 см шириною . Квітки білі з 4 пелюстками і 60 тичинками по 4 мм кожна. Плід — кругла або еліптична, глянцева темно-бордово-фіолетова, майже чорна, кістянка із залишками чашолистків на кінці і з білою або рожевою желеподібною напівпрозорою соковитою м'якоттю, діаметром 0,6-4 см . Плоди ростуть гронами на стовбурах і головних гілках. Це явище називається кауліфлорія — формування плодів на стовбурі та основних гілках.

## Поширення
Жаботикаба зустрічається як в дикому вигляді, так і в культурі в Південній Бразилії, Болівії, Парагваї та Північній Аргентині. В даний час натуралізована і вирощується також в Уругваї, Колумбії, Панамі, Перу, на Кубі і на Філіппінах.

## Використання

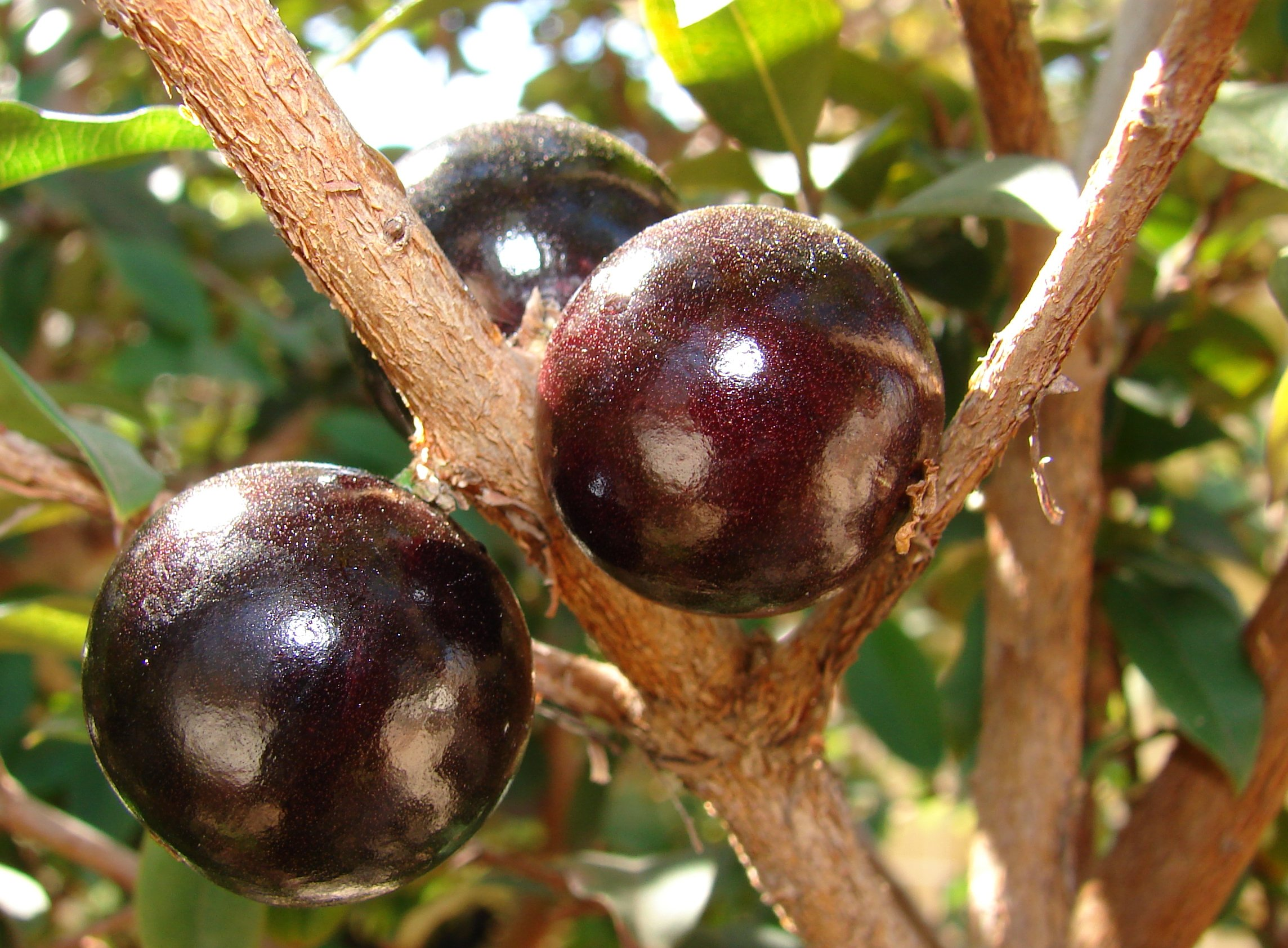
Плоди жаботикаби

М'якоть плодів жаботикаби їстівна у свіжому вигляді. З них виготовляються желе, мармелад, соки та алкогольні напої. Відвар висушених шкірок плодів жаботикаби в Бразилії використовується, як засіб від астми, діареї і кривавої діареї.
У Бразилії з жаботикаби роблять відмінне червоне вино. Шкірочка плода злегка гірка завдяки високому вмісту таніну. Її використовують для фарбування в глибокий червоний колір джемів, желе і вин.
Жаботикаба в комерційних масштабах вирощується тільки в Бразилії і в деяких країнах Південної Америки. Повільний ріст дерева, чутливість до заморозків і невеликий термін зберігання плодів заважає комерційному використанню.
Розмножується насінням і щепленням. Зазвичай сіянці прищеплюють для прискорення плодоношення. Якщо прищеплена рослина вступає в плодоношення на 3-4 рік, то на сіянцях перші плоди з'являються тільки через 10-12 років. Насіння довго не зберігається, тому його необхідно саджати відразу після придбання. Використовують легку ґрунтову суміш. Сходи з'являються приблизно через місяць. Перші кілька років сіянці ростуть повільно, підгодовують їх повним мінеральним добривом, що дещо прискорить зростання. Молоде рожеве листя може пошкоджуватися попелицею. Іноді нападає павутинний кліщ.